# Bathydraco joannae
Bathydraco joannae är en fiskart som beskrevs av Dewitt, 1985. Bathydraco joannae ingår i släktet Bathydraco och familjen Bathydraconidae. IUCN kategoriserar arten globalt som livskraftig. Inga underarter finns listade.